# Leonid-Otto Ottovici Sirelius
Leonid-Otto Ottovici Sirelius (în rusă Леонид-Отто Оттович Сирелиус) (n. 14 mai 1859 – d. 1930) a fost unul dintre generalii Armatei Țariste Ruse din Primul Război Mondial.
A îndeplinit funcția de comandant al Corpului 4 Siberian rus în campania acesteia din România, având gradul de general de infanterie.:p. 181 